# Евдокимов, Глеб Игоревич
Глеб Игоревич Евдокимов (род. 5 июля 1990) — российский хоккеист, вратарь.

## Биография
Воспитанник челябинского «Сигнала». Дебютировал в сезоне-2007/08 чемпионата Казахстана за «Казахмыс-2», вскоре вернулся в Челябинск, где стал играть за «Трактор-2» (в сезоне-2009/10 — команда МХЛ «Белые медведи»). Играл в низших российских лигах за команды «Южный Урал» Орск (2010/11 — 2012/13), «Металлург» Медногорск (2010/11 — 2011/12), ЦСК ВВС Самара (2013/14, 2017/18), «Зауралье» Курган (2014/15), «Челмет» Челябинск (2015/16), «Молот-Прикамье» Пермь (2016/17), «Мордовия» Саранск (2018/19), «Чебоксары» (2019/20).
Победитель хоккейного турнира зимней Универсиады 2015 года.
Тренер вратарей в клубе МХЛ «Белые медведи» (с 2021).